# Metropolitano de Osaka
O Metrô de Osaka é um sistema de metropolitano que serve a cidade japonesa de Osaka, a primeira linha foi construída em 1933 e atualmente possui 129,9 km de extensão.

## Linhas
| Color & Icon           | Color & Icon        | Name                               | Name                           | Mark | First section opened | Last ex- tension | Length km/miles | Stations |
| ---------------------- | ------------------- | ---------------------------------- | ------------------------------ | ---- | -------------------- | ---------------- | --------------- | -------- |
| crimson red            |                     | Via trackage rights                | Kitakyū Namboku Line           | M    | 1970                 | 1970             | 5.9/3.7         | 4        |
| crimson red            | Line 1              | Midōsuji Line                      | 1933                           | M    | 1987                 | 24.5/15.2        | 20              |          |
| royal purple           |                     | Line 2                             | Tanimachi Line                 | T    | 1967                 | 1983             | 28.1/17.5       | 26       |
| victoria blue          |                     | Line 3                             | Yotsubashi Line                | Y    | 1942                 | 1970             | 11.4/7.1        | 11       |
| spectrum green         |                     | Line 4                             | Chūō Line (Yumehanna)          | C    | 1997                 | -                | 2.4/1.5         | 2        |
| spectrum green         | 1961                | Line 4                             | Chūō Line (Yumehanna)          | C    | 2005                 | 15.5/9.6         | 13              |          |
| spectrum green         | Via trackage rights | Kintetsu Keihanna Line (Yumehanna) | 1986                           | C    | 2006                 | 18.8/11.7        | 8               |          |
| cherry rose            |                     | Line 5                             | Sennichimae Line               | S    | 1969                 | 1981             | 12.6/7.8        | 13       |
| vivid brown            |                     | Via trackage rights                | Hankyū Senri Line              | -    | 1969                 | -                | 13.6/8.5        | 11       |
| vivid brown            | Hankyū Kyoto Line   | Via trackage rights                | 1969                           | -    | -                    | 41.1/25.5        | 22              |          |
| vivid brown            | Line 6              | Sakaisuji Line                     | K                              | 1969 | 1993                 | 8.5/5.3          | 10              |          |
| yellow green           |                     | Line 7                             | Nagahori Tsurumi-ryokuchi Line | N    | 1990                 | 1997             | 15.0/9.3        | 16       |
| golden orange          |                     | Line 8                             | Imazatosuji Line               | I    | 2006                 | -                | 11.9/7.4        | 11       |
| Automated people mover |                     |                                    |                                |      |                      |                  |                 |          |
| cerulean blue          |                     | -                                  | Nankō Port Town Line           | P    | 1997                 | -                | 0.7/0.4         | 2        |
| cerulean blue          | 1981                | -                                  | Nankō Port Town Line           | P    | 2005                 | 7.2/4.5          | 9               |          |